# Trachinotus goodei
El pámpano listado, palometa o palomilla (Trachinotus goodei) es una especie de peces de la familia Carangidae en el orden de los Perciformes.

## Morfología
Los machos pueden llegar alcanzar los 50 cm de longitud total. En promedio miden 35 cm. Pueden alcanzar a pesar entre 300 y 400 g. El hocico es redondeado romo; la mandíbula inferior es más corta que la superior. Escamas visibles pequeñas, cicloides y ovaladas. Presenta 3 a 5 franjas verticales negruzcas delgadas sobre los flancos plateados. El dorso es azul grisáceo y el vientre color crema. La aleta dorsal tiene 19 a 20 radios y la anal 16 a 18, con lóbulos muy prolongados. Presenta 5 a 7 branquiespinas en la rama superior y 8 a 14 en la rama inferior del primer arco.

## Distribución geográfica
Se encuentra desde Massachusetts, Bermuda y el Golfo de México hasta la Argentina.

## Hábitat
Los ejemplares juveniles prefieren aguas en playas arenosas limpias; los adultos forman cardúmenes en áreas costeras de aguas claras, preferentemente en formaciones coralinas.

## Alimentación
Se alimentan de crustáceos y peces pequeños, lombrices y moluscos.

## Aprovechamiento
Su carne es considerada excelente, por lo cual es pescado con redes. Se realizan estudios para desarrollar su cultivo intensivo.